# VdB 45
vdB 45 è una nebulosa a riflessione visibile nella costellazione dell'Auriga.
La sua posizione è reperibile a metà via sulla linea che congiunge la stella χ Aurigae, di quarta magnitudine, con HD 37519, di sesta; la stella responsabile dell'illuminazione della nebulosa è HD 245259, una stella azzurra di classe spettrale B8, la cui massa non è nota alla pari della distanza, poiché le misurazioni della parallasse riportano un valore negativo, dunque non utilizzabile. I gas della nube mostrano un colore marcatamente azzurro e la parte più brillante di essa si trova in direzione sud rispetto alla stella in essa avvolta.